# Fatoumata Diawara
Fatoumata Diawara (Ouragahio, Costa do Marfim, 1982) é uma atriz, cantora, compositora e guitarrista reconhecida por mesclar o Wassoulou, música tradicional do Mali, semelhante ao blues, com os ritmos do Jazz e Soul. Ela foi a primeira mulher originária do Mali a performar solo com uma guitarra. Ao lado da banda Tinariwen, do duo Amadou & Mariam e da cantora Oumou Sangaré, Diwara é uma das cantoras mais representativas da música do Mali na atualidade.
Em 2019, ela recebeu duas indicações no 61º Grammy Awards: Melhor Álbum de World Music, por seu disco Fenfo; e Melhor Gravação de Dance pela canção Ultimatum, gravada em colaboração com a banda Disclosure. Em 2020, ela participou da canção Desolé da banda Gorillaz.

## Biografia
Diawara nasceu na Costa do Marfim, filha de pais malineses. Ainda criança retornou à terra natal de seus pais, Bamako, no Mali, e passou a ser criada por uma tia. Aos dezoito anos, Diawara mudou-se para a França para trabalhar como atriz.
No ano de 1999, atuou no filme La Genèse, de Cheick Oumar Sissoko. Em 2001, no filme Sia, le rêve du python do diretor Dani Kouyaté.
Para as filmagens do filme Sia, ela retornou à Bamako. Na mesma época, o diretor da companhia do teatro Royal de Luxe ofereceu-lhe um papel. Todavia, naquela época, uma mulher solteira no Mali tinha de receber permissão da família para trabalhar, o que foi negada por sua família. Diwara, então, decidiu fugir e ingressar na companhia.
Na Royal de Luxe ela fez turnês pelo mundo. Entre ensaios e apresentações, ela costumava cantar. Depois de ouví-la, o diretor da companhia passou a escalá-la para cantar na comédia musical Kirikou et Karaba. Depois disso, ela começou uma carreira musical paralelamente a sua atuação teatral. Entre as turnês, ela se apresentava em bares em Paris. Lá, ela conheceu o produtor musical malinês Cheikh Tidiane Seck, que a convidou para cantar como vocal de apoio nos albuns das cantoras de Oumou Sangaré (Seya) et Dee Dee Bridgewater (Red Earth).

## Carreira musical

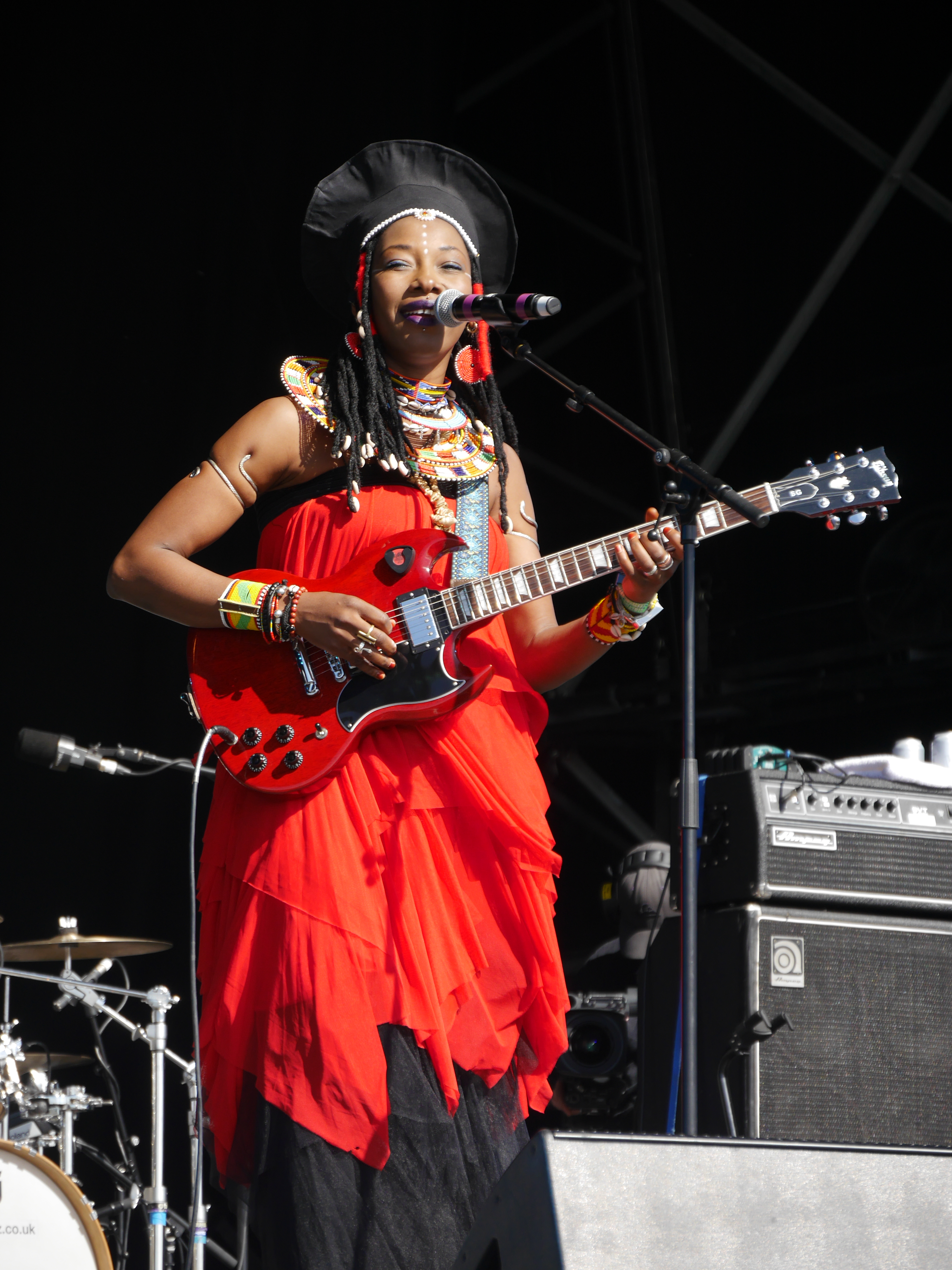
Fatoumata Diawara performando no Festival de Glastonbury, em 2019.

Fatou começou a tocar guitarra inspirada na cantora maliana Rokia Traoré, recorda ela: "Uma garota do Mali com uma guitarra era uma coisa maravilhosa e ousada ao mesmo tempo. Por que a guitarra deve ser reservado para homens?". A partir daí, Diwara aprende as seis cordas sozinha e começa a escrever canções. Foi aí que percebeu que a música era a sua verdadeira paixão, decidindo dedicar-se totalmente a ela.
Depois de gravar demonstrações de algumas canções, ela foi apresentada ao selo World Circuit por Oumou Sangaré. Assim, foi lançado seu primeiro álbum Fatou, em outubro de 2011.

## Trabalhos

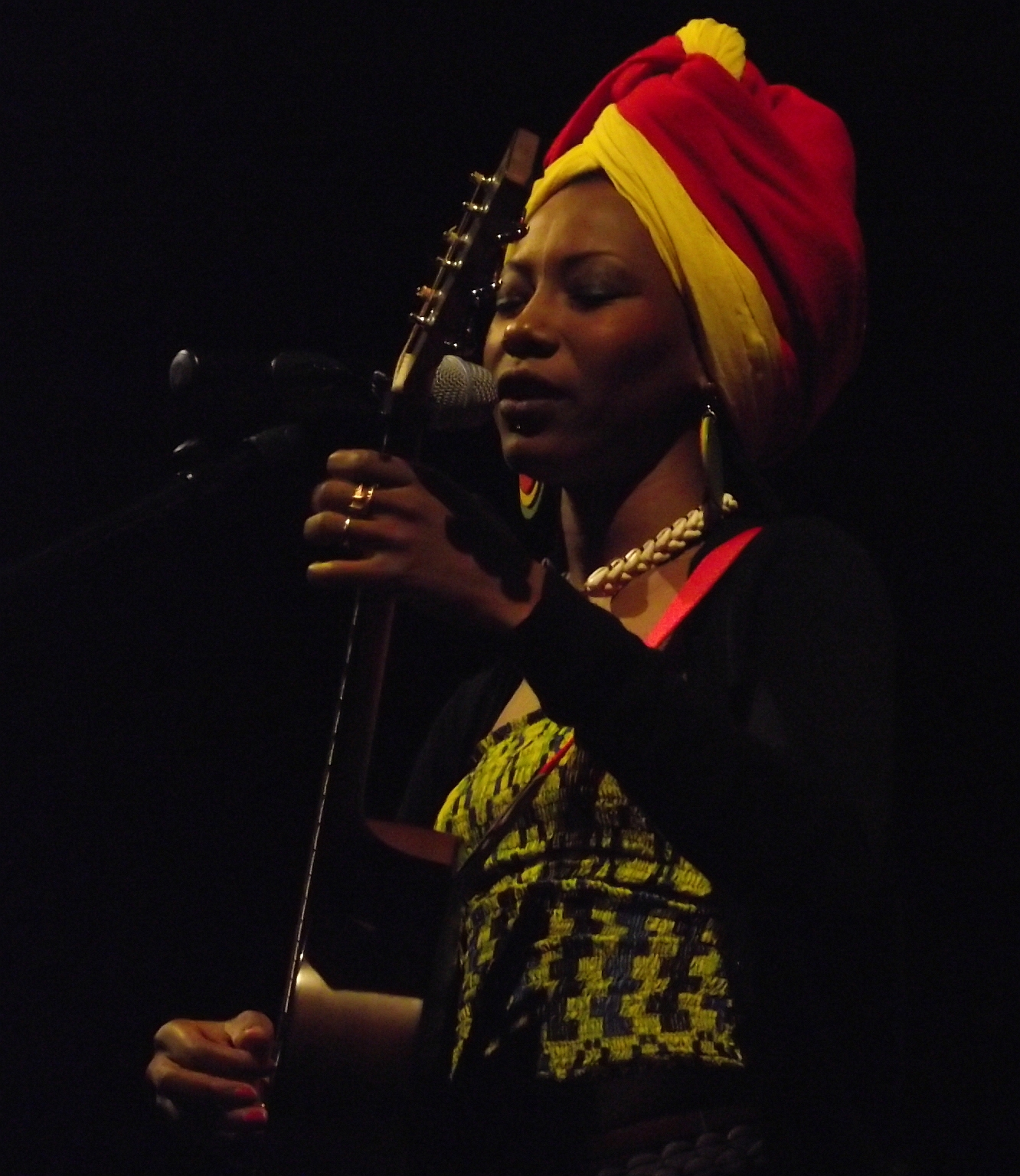
Fatoumata Diawara Leyden Concert, 2012

### Filmografia
- 1996: Taafe Fanga de Adama Drabo
- 1999: La Genèse de Cheick Oumar Sissoko : Dina
- 2002: Sia, le rêve du python de Dani Kouyaté : Sia
- 2008: Il va pleuvoir sur Conakry, de Cheick Fantamady Camara : Siré
- 2010: Encourage, de Eleonora Campanella
- 2010: Ni brune ni blonde, de Abderrahmane Sissako
- 2011: Les Contes de la Nuit, de Michel Ocelot (voice)
- 2019: Yao, de Philippe Godeau

### Peças de Teatro
- 1998: Antigone de Sophocle ; adaptado de Jean-Louis Sagot Duvauroux, produção de Sotiguy Kouyaté.
- 2002 - 2008: Royal de Luxe ; criador Jean-Luc Courcoult.
- 2007 - 2008: Kirikou et Karaba : Karaba.

### Discografia
- 2011: Kanou (World Circuit - EP)
- 2011: Fatou (World Circuit - Álbum)
- 2012: Coolaboração em Rocket Juice & the Moon (Honest Jon's - Álbum)
- 2012: Coolaboração em "Nothin' Can Save Ya" do álbum The Bravest Man In The Universe de Bobde Womack

## Ligações externos
- Fatoumata Diawara no Myspace
- [www.fatoumatadiawara.com «Sítio oficial»] Verifique valor |url= (ajuda)